# Седергрен, Сигге
Сигвард «Сигге» Седергрен (швед. Sigvard "Sigge" Cedergren; 24 февраля 1931, Болльнес — 5 марта 1996, Стокгольм) — шведский преступник, наркоторговец. Проходил одним из свидетелей по делу об убийстве Улофа Пальме.

## Известность
В 70-е — 80-е годы XX века Седергрен был владельцем ночного клуба «Oxen» и занимался распространением наркотиков. Он был хорошо знаком с Кристером Петтерссоном, который стал его постоянным клиентом. Однажды после ссоры с Кристером у Сигге исчез его личный револьвер, а спустя несколько месяцев в Швеции произошло убийство премьер-министра Швеции Улофа Пальме.
Впоследствии расследование установило, что Пальме убили именно из револьвера Седергрена, который был, предположительно, украден Петтерссоном. Суд не сумел доказать вину Петтерссона, однако в 1998 году уже после смерти Седергрена были обнародованы показания Седергрена против Петтерссона. Тот, по собственным словам, был завербован в полицию и за вознаграждение был готов ликвидировать Петтерссона. Однако этих показаний оказалось недостаточно для пересмотра уголовного дела.